# 特拉华市立机场
特拉华市立机场，也称吉姆·穆尔机场，是美国俄亥俄州特拉华县的一座民用机场，距离该县县治特拉华市中心约3英里，由特拉华市政府运营。 

## 设备和飞机
特拉华市机场占地315英畝（127公頃），有一条5,000 x 100英尺 (1,524 x 30米)方向10/28的沥青跑道。在2007年8月31日前的一年里，该机场共有33,000次起降，平均每日108次，其中92%为通用航空，8%的为空中的士。有84架飞机以特拉华机场为基地，其中74架为单发螺旋桨飞机，7架为多发螺旋桨飞机，1架喷气机以及2架直升机。
机场主楼内提供飞行员休息室及旅客休息室。